# Копитов Владислав В'ячеславович
Владислав В'ячеславович Копитов (1998—2022) — старший солдат Збройних сил України, учасник російсько-української війни, який загинув під час російського вторгнення в Україну.

## Життєпис
Народився 1998 року. 
Під час російського вторгнення в Україну в 2022 році був старшим солдатом, вогнеметником роти радіаційного, хімічного та бактеріологічного захисту. Загинув 14 березня 2022 року. Поховано у с. Ксаверове Городищенської міської громади (Черкаська область).

## Нагороди
- орден «За мужність» III ступеня (2022) — за особисту мужність і самовіддані дії, виявлені у захисті державного суверенітету та територіальної цілісності України, вірність військовій присязі. [2]